# 罗伯特·麦基
罗伯特·麦基（Robert McKee，1941年1月30日—）是一名美国创意写作指导者，因其在南加州大学发展举办起来流行的“故事研讨会”而闻名。他是有“编剧圣经”之称的书籍《故事的解剖：跟好萊塢編劇教父學習說故事的技藝，打造獨一無二的內容、結構與風格！》（Story: Substance, Structure, Style and the Principles of Screenwriting）的作者，该书在美国翻印32次，英国翻印19次，已成为哈佛大学、耶鲁大学、加州大学洛杉矶分校、南加州大学以及其它全球顶尖影视学府的必读书目。他被誉为“好莱坞编剧教父”，是许多好莱坞经典电影编剧的师父。

## 生平
他于1981年开办的“故事培训班”，已经让全球6万名学员收益，他的学生中获得奥斯卡奖、金球奖、艾美奖等著名奖项“最佳编剧”提名的数以百计。继2011年的“中国故事之旅”和2012年的“中国编剧训练营”之后，2013年10月底他将第三度来华授课，举办“2013年德稻麦基中国电影故事创作讲习班”。

## 荣誉
据统计，他门下的学生曾荣获得53次奥斯卡奖、170次艾美奖、30次美国编剧工会奖、26次美国导演工会奖，还有英国年度图书奖和普利策专题写作奖。